# Apogonia amida
Apogonia amida är en skalbaggsart som beskrevs av Lewis 1896. Apogonia amida ingår i släktet Apogonia och familjen Melolonthidae. Inga underarter finns listade i Catalogue of Life.